# Überwachungsstaat

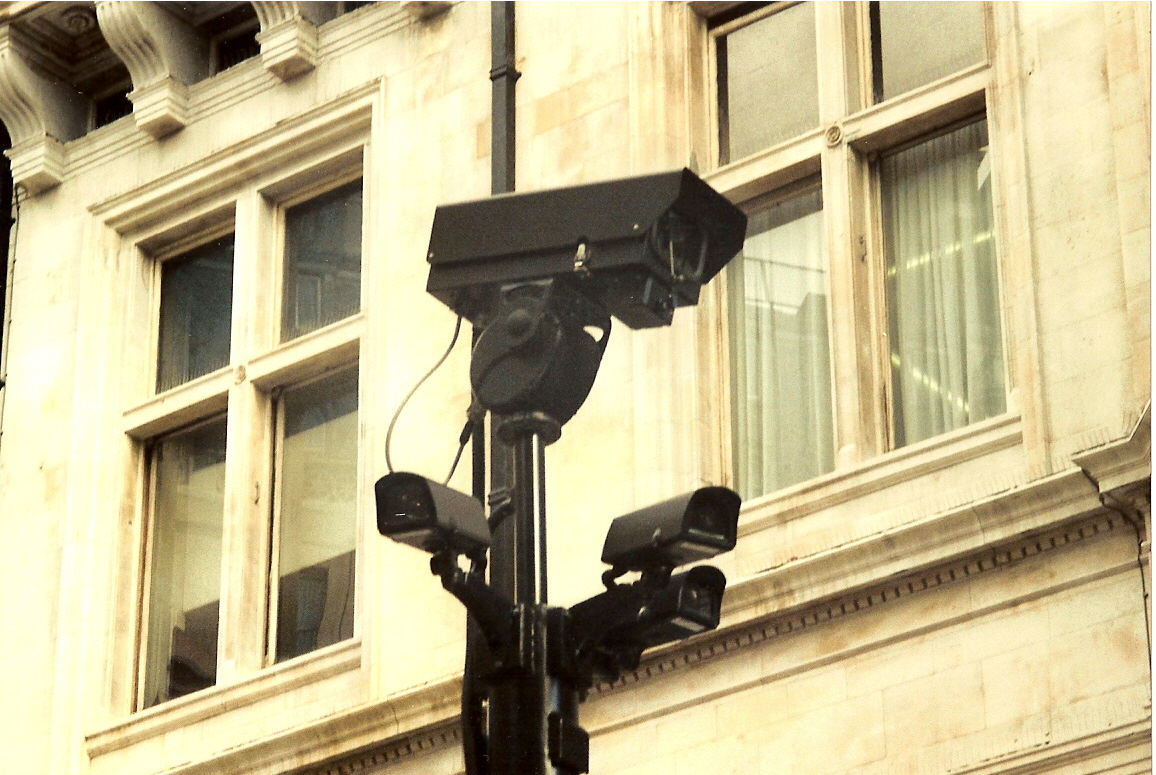
CCTV-Überwachungskameras in London

In einem Überwachungsstaat (selten auch Big-Brother-Staat) überwacht der Staat seine Bürger in großem Stil mit einer Vielzahl verschiedener, staatlich legalisierter technischer Mittel. Der Begriff ist negativ besetzt und beinhaltet sinngemäß, dass die Überwachung ein solches Ausmaß angenommen hat, dass sie ein wesentliches oder sogar zentrales Merkmal des staatlichen Handelns geworden ist. Kritiker solcher Maßnahmen führen an, dass die massenhafte Überwachung der Bevölkerung eine Vielzahl von Gefahren für demokratische Gesellschaften berge.
In der Folge des von den USA ausgerufenen Kriegs gegen den Terror nach den Terroranschlägen am 11. September 2001 wurden in vielen Ländern neue Überwachungsmaßnahmen und -gesetze eingeführt und bestehende Maßnahmen verschärft.
Gebraucht wird der Begriff auch im Zusammenhang mit den Enthüllungen des amerikanischen Whistleblowers Edward Snowden über diverse groß angelegte staatliche Überwachungsprogramme wie PRISM und Tempora, siehe dazu Überwachungs- und Spionageaffäre 2013.
Den Prototyp eines modernen, zur Diktatur ausgearteten Überwachungsstaats entwarf George Orwell in seinem Roman 1984 als Big Brother (engl. f. Großer Bruder), der von Überwachungs-Kritikern daher häufig als Negativbeispiel bzw. als Warnung zitiert wird. 

## Definition
Der Begriff wird vor allem von Kritikern eines Ausbaus staatlicher Überwachungsmaßnahmen benutzt. Befürworter solcher Maßnahmen führen an, dass damit Gesetzesverstößen vorgebeugt werden könne und diese, falls doch begangen, effizient verfolgt werden könnten. Kritikern, die auf die Gefahren und Nachteile hinweisen, wird regelmäßig das Argument entgegengehalten, dass ein „rechtschaffener Bürger“ schließlich grundsätzlich „nichts zu verbergen habe“.
In einem vollendeten Überwachungsstaat besitzt dieser zu jedem Bürger zu jedem Zeitpunkt alle Informationen über dessen Aufenthaltsort, Handlungen und über den Inhalt und die Adressdaten von dessen Kommunikation mit Anderen.

## Kontroversen
Seit den Enthüllungen zur umfassenden Internet- und Telekommunikationsüberwachung durch die USA und das Vereinigte Königreich im Rahmen der globalen Überwachungs- und Spionageaffäre war die Thematik ab 2013 verstärkt Gegenstand öffentlicher und medialer Debatten.
Vorhaben zur Online-Durchsuchung und Vorratsdatenspeicherung wurden in Deutschland mit dem Schlagwort Stasi 2.0 kritisiert und führen zu Protesten wie den Freiheit-statt-Angst-Demonstrationen. 
Die vorgesehenen Maßnahmen stünden im grundsätzlichen Widerspruch zu dem etwa in Deutschland höchstrichterlich festgelegten Grundrecht auf informationelle Selbstbestimmung. Außerdem beruhten sie auf der Annahme, dass jeder Mensch ein potenzieller Straftäter sei und daher überwacht werden müsse, was mit den Grundgedanken und dem Menschenbild eines demokratischen Staates unvereinbar sei.
Oft wird auf die vielfältigen Möglichkeiten des Missbrauchs der so erstellten persönlichen Datenprofile von Menschen hingewiesen. So könnte eine demokratisch an die Macht gekommene Regierung ein umfangreiches Überwachungssystem als hocheffizientes Werkzeug zur Errichtung einer Diktatur missbrauchen. Kriminelle können über Kontaktpersonen im Überwachungsapparat Zugriff auf persönliche Daten erhalten oder gezielt selbst erheben, um diese zum Zweck der Erpressung zu nutzen, wofür es bereits erwiesene Beispiele gibt.

## Missbrauchsfälle
2006 wurde bekannt, dass in Italien mehrere tausend Menschen unter der Beteiligung des Sicherheitsverantwortlichen der Telecom Italia, der organisierten Kriminalität und von Mitarbeitern verschiedener Polizeieinheiten und Geheimdienste systematisch abgehört und mit diesen Daten erpresst wurden. Verhaftet wurde damals auch Marco Mancini, der Vize-Chef des italienischen Militär-Geheimdienstes SISMI, der eine führende Rolle in dem Abhör- und Erpresserring spielte, und bei dem darüber hinaus umfangreiche Unterlagen über das illegale Ausspionieren von politischen Gegnern des damaligen Regierungschefs Silvio Berlusconi gefunden wurden. Roberto Preatoni, eine der Schlüsselpersonen des Skandals, nannte die Vorgänge so komplex, dass sie „wahrscheinlich nie komplett aufgeklärt“ werden könnten, beteiligt gewesen seien unter anderem italienische und US-Geheimdienste, korrupte italienische Polizisten, sowie italienische und US-Sicherheitsunternehmen. Aufsehen erregte, dass der Hauptbelastungszeuge der Staatsanwaltschaft, der ehemalige Sicherheitsbeauftragte der Mobilfunk-Sparte der Telecom Italia, einen Monat nach der Aufdeckung des Skandals unter ungeklärten Umständen in Neapel von einer Autobahnbrücke stürzte und starb.

## Methoden, Ziele und Kritik
Zu den möglichen Mitteln eines Überwachungsstaats zählen, neben vielen anderen Maßnahmen (siehe unten), vor allem die Langzeit-Speicherung von Telekommunikationsdaten inklusive des Aufenthaltsorts bei Mobiltelefon-Nutzern, die umfassende Videoüberwachung des öffentlichen Raums, das inhaltliche Überwachen des Internet-Datenverkehrs, das unbemerkte elektronische Eindringen von staatlichen Stellen in private Computer („Online-Durchsuchung“), die Nachverfolgung des elektronischen Zahlungsverkehrs mit ec- und Kreditkarten und die umfassende Überwachung von Banküberweisungen. In einem verschärften Szenario zählt auch die inhaltliche, computergestützte Überwachung von Telefongesprächen („Abhören“) zu den Methoden, was etwa im Rahmen des multinationalen Geheimdienst-Projekts Echelon inoffiziell bereits weltweit in großem Stil betrieben wird.
Vorgebliches Ziel eines Überwachungsstaats ist es, die Bürger von Gesetzesverstößen abzuhalten und diese, falls sie begangen werden, mit einer hohen Erfolgsquote zu erkennen und schnell bzw. effizient zu verfolgen. Befürworter führen die Verhinderung von Straftaten, organisierter Kriminalität und Terrorismus als Gründe für die Etablierung einer stärkeren Überwachung der Bürger an. Kritiker halten einen Überwachungsstaat hingegen für schwer oder gar nicht mit einer Demokratie und der Freiheitlich-demokratischen Grundordnung vereinbar und halten die angeblichen Vorteile bei der Verbrechensbekämpfung für massiv übertrieben bzw. vorgeschoben. So kritisiert Glenn Greenwald, dass alle Institutionen der Macht, entgegen ihren Versprechungen, viel mehr Ziele verfolgen als nur die Bekämpfung von illegalen Aktivitäten, Gewalttätigkeiten oder Terrorismus. Es liegt im Wesen der Macht, ob staatlich, religiös oder familiär, auch substanziellen Widerspruch und jede echte Kampfansage zu verfolgen. Die Geschichte zeige zahlreiche Beispiele dafür, dass Gruppen oder Personen wegen ihrer abweichenden Meinungen und ihres aktiven Widerstandes unter staatliche Beobachtung gestellt wurden, so z. B. Martin Luther King, die Bürgerrechtsbewegung, Antikriegsaktivisten oder Umweltschützer. Nach Ansicht der Regierung und des FBI haben sie alle kriminelle Handlungen begangen und die herrschende Ordnung bedroht.
Als weitere Gefahr wird genannt, dass Überwachungsmaßnahmen die Überwachten zur Selbstzensur veranlassen und dadurch indirekt das Recht auf freie Meinungsäußerung beschneiden können. So zeigte eine 2016 veröffentlichte Studie auf, dass Versuchsteilnehmer, die auf staatliche Überwachung hingewiesen wurden, anschließend seltener eine Meinung vertraten, von der sie glaubten, dass sie nur von einer Minderheit vertreten wurde. Zudem wird häufig auf die Gefahr des Missbrauchs der erhobenen persönlichen Daten durch Personen im Überwachungsapparat angeführt, etwa zu Erpressungszwecken. Es gibt bereits Beispiele aus jüngerer Zeit, bei denen dies durch Mitglieder der organisierten Kriminalität in Zusammenarbeit mit Polizei- und Finanzbeamten und Telekommunikationsunternehmen in großem Stil mit mehreren tausend erpressten Opfern betrieben wurde.

## Kennzeichen eines Überwachungsstaates
Im Überwachungsstaat sollen die Erkenntnisse aus der Überwachung laut ihren Fürsprechern hauptsächlich zur Verhinderung und Ahndung von Gesetzesverstößen sowie zur Gewinnung von geheimdienstlichen Informationen über Individuen und Bevölkerungsgruppen genutzt werden. Die Prävention von Straftaten und anderen unliebsamen Verhaltensweisen der Bürger findet im Überwachungsstaat durch einen hohen Überwachungsdruck statt. In diversen überwachenden Staaten waren beziehungsweise sind „präventive“ Festnahmen überwachter Personen vor Veranstaltungen üblich, um das öffentliche Erscheinungsbild der Veranstaltungen zu beeinflussen (Volksrepublik China, Nepal, Kolumbien, DDR, UdSSR).
In der Bundesrepublik Deutschland werden in seltenen Fällen Menschen in Präventivgewahrsam genommen, ohne dass ihnen eine Straftat zur Last gelegt wird. Zuvor wurde darüber nachgedacht, gewaltbereite Störer präventiv in Haft zu nehmen (zum Beispiel im Zusammenhang mit den Demonstrationen beim G8-Gipfel in Heiligendamm 2007). Ende 2011 sprach der Europäische Gerichtshof für Menschenrechte zwei Klägern Haftentschädigung zu.
Der Überwachungsstaat zeichnet sich durch die Einschränkung des Datenschutzes, der Privatsphäre und der informationellen Selbstbestimmung aus. So gesehen ist das Recht auf informationelle Selbstbestimmung der direkte Gegenspieler des Überwachungsstaates. Als Beispiele für rechtliche Maßnahmen eines Überwachungsstaates werden Kameraüberwachung öffentlicher Straßen, Plätze und öffentlicher Verkehrsmittel, die routinemäßige Erstellung von Bewegungsprofilen, Gendatenbanken (Genetischer Fingerabdruck), biometrische Datenbanken, umfassende Telekommunikationsüberwachung sowie die Schleppnetz- und Schleierfahndung und die am 1. Januar 2008 in der Europäischen Union eingeführte Vorratsdatenspeicherung genannt. Eine neue Qualität staatlicher Überwachung wird derzeit im Rahmen des von der EU geförderten Forschungsprojekts INDECT erprobt. Bei diesem Vorhaben sollen eine Vielzahl bestehender Überwachungstechnologien zu einem universellen Überwachungsinstrument gebündelt werden, um so eine verbrechensvorbeugende Polizeiarbeit zu ermöglichen (Fusion Center).
Eine genaue Abgrenzung zwischen Überwachungsstaat und Präventionsstaat ist schwierig, da der eine in den anderen übergeht. Um sinnvoll Prävention betreiben zu können, muss zunächst umfangreiches Wissen erhoben werden. Die Bezeichnung Präventionsstaat weist deshalb in Ergänzung zum Überwachungsstaat darauf hin, dass Informationen aus den Überwachungsmaßnahmen des Staates genutzt werden, um Gesetzesverstöße oder unliebsames Verhalten bereits im Vorfeld zu ermitteln (vgl. „Soziale Kontrolle“).

## Technologien und Methoden der Überwachung

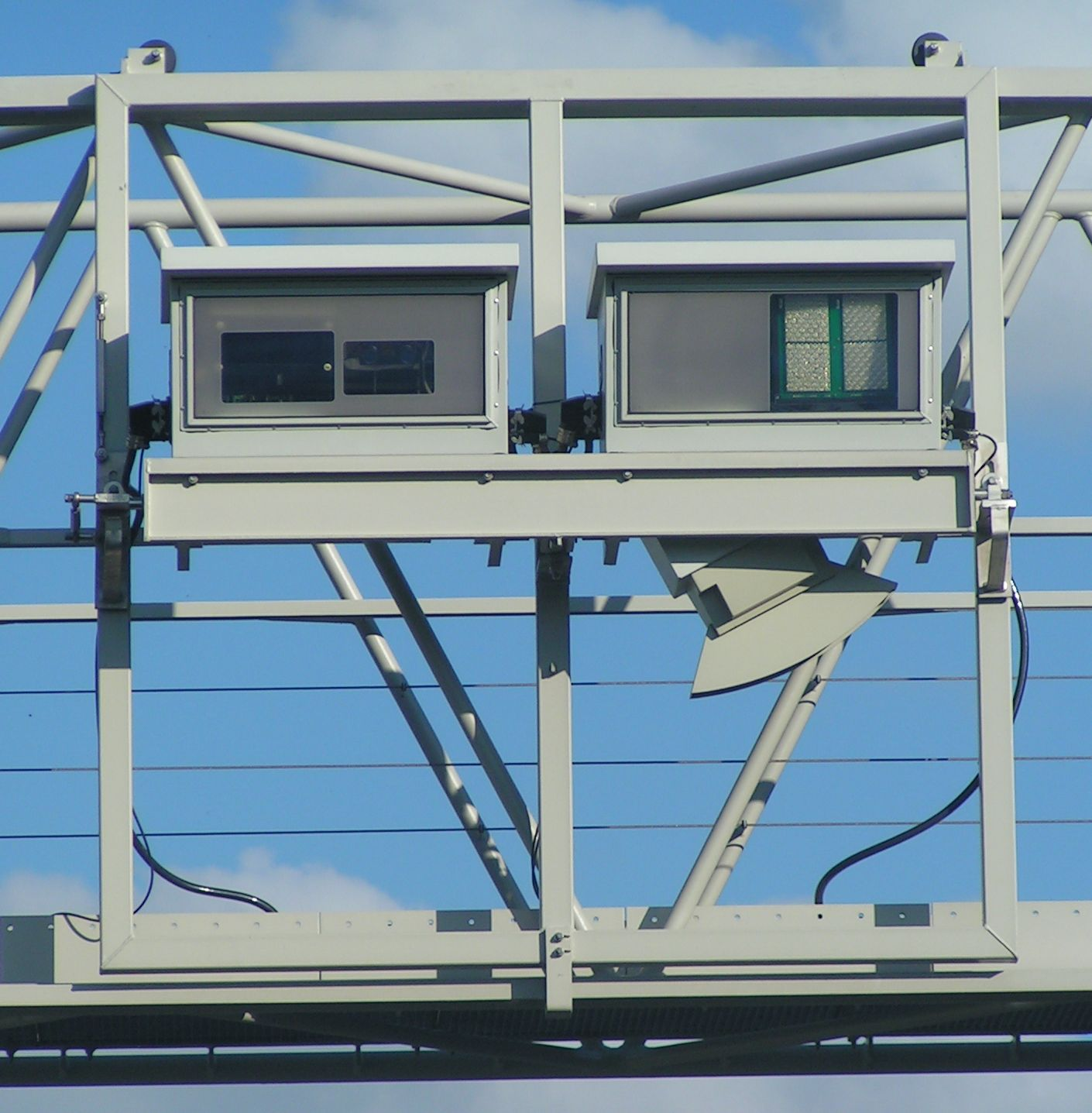
Kontrollbrücke über einer Autobahn in Deutschland zur automatischen Nummernschilderkennung

Folgende Technologien oder Methoden können zur Überwachung eingesetzt werden:
- Digitale IDs
- Client-Side-Scanning durch eine KI
- Digitales Zentralbankgeld
- Smart City
- Affective Computing (Erkennung von Emotionen)
- Beobachtung durch Satelliten
- Rasterfahndung
- Großer Lauschangriff
- Videoüberwachung
- Telefonüberwachung
- Online-Überwachung
- Vorratsdatenspeicherung
- Bewegungsprofile
  - Ursprünglich für das Militär entwickelte Drohnen zur Gefechtsfeldbeobachtung wie z. B. ARGUS-IS, die jedes sich bewegende Objekt erfassen und analysieren können, könnten in Zukunft über jeder Stadt schweben.[10]
  - durch RFID-Chips (zum Beispiel in Banknoten, Ausweisen, Kredit- und Debit-Karten, Implantaten, Fahrkarten, Kleidung, Aufklebern usw.)
  - durch satellitenbasierte Pkw-Maut
  - durch automatische Nummernschilderkennung (Zeichenerkennungssoftware)
  - durch städtische Gesichtserkennungssysteme (Beispiel: London, geplant: Peking, ein Pilotprojekt im Hauptbahnhof Mainz wurde wegen mangelnder Praxistauglichkeit eingestellt)
  - durch Ortung des Mobiltelefons
- Gendatenbanken zur Speicherung des Genetischen Fingerabdrucks
- Datenbanken (zentral oder in RFID-Chips) zur Speicherung biometrischer Merkmale wie:
  - Gesichtsmerkmale
  - Iris-Muster
  - Fingerabdruck
  - Geruchsproben
  - siehe auch Lifescan
- Informanten (zum Beispiel IMs, V-Männer)
- Agents provocateurs

## Das EU-Projekt INDECT
Kritiker sehen in dem bis 2013 laufenden EU-Forschungsprojekt INDECT Tendenzen hin zu einem übermächtigen Überwachungsstaat. Das Projekt erforscht „präventive Verbrechensbekämpfung“ auf der Basis der automatisierten Auswertung und Verknüpfung von Bildern von Überwachungskameras des öffentlichen Raums mit einer großen Zahl weiterer Datenquellen (siehe oben), wie etwa Daten aus Sozialen Netzwerken und der Telekommunikationsüberwachung. Dabei soll unter anderem durch Videoanalyse automatisiert „abnormales Verhalten“ von Menschen in der Öffentlichkeit erkannt werden.

## Bundesrepublik Deutschland
Hilfsmittel, Datenquellen, Überwachungstechnologien und -maßnahmen, die in Deutschland genutzt werden können:
- Steuer-Identifikationsnummer ab 2007 ähnlich der PKZ der DDR[12][13]
- Bundesmelderegister[14][15], Ausländerzentralregister, Anti-Terror-Datei[16]
- Banknoten mit eindeutiger Seriennummer, deren Ausgabe am Automaten und deren Rücklauf bei den Landeszentralbanken erfasst wird. Speicherung der Seriennummern in Geldzählgeräten.[17]
- Bundesweite Einkommensdatenbank ELENA[18]
- Kontenabruf nach teilweiser Aufhebung des Bankgeheimnisses durch das Gesetz zur Förderung der Steuerehrlichkeit[19]
- Ausweispflicht
- Erfassung von Fingerabdrücken zur Ausstellung biometrischer Reisepässe (siehe auch AFIS) und Personalausweise ab 2020[20][21]
- Einführung von biometrischen Kontrollen[22][23] und biometrischen Datenbanken
- Elektronische Gesundheitskarte (siehe auch GKV-Modernisierungsgesetz[24]), teilweise Aufhebung der ärztlichen Schweigepflicht[25]
- heimliches Betreten von Wohnungen nach BKA-Gesetz
- Lauschangriff, automatisiertes Abhören von Telefon- und Internet-Kommunikation (siehe auch Telekommunikations-Überwachungsverordnung)
- Online-Überwachung, Online-Durchsuchung
- E-Mails, die eine zu überwachende E-Mail-Adresse im MIME-Header haben, werden im Rahmen der E-Mail-Überwachung erfasst
- Erfassung und Ortung der Mobiltelekommunikation über IMSI-Catcher, GTP* (GPRS Tunneling Protocol*), automatisierte Funkpeilung (Kreuzpeilung) über Sendemasten, geographische Funkzellendaten und Einsatz von Silent Messages zur Auslösung einer Kommunikationsverbindung eines anzupeilenden Mobilfunkgerätes[26]
- Vorratsdatenspeicherung bei Internetzugangsanbietern und Telekommunikationsanbietern
- Raster- und Schleierfahndung
- Geruchs- und Speichelproben bei schweren oder wiederholten Straftaten und dazugehörige Gendatenbanken
- Datenaustausch auf europäischer und weltweiter Ebene mit teilweise direktem Zugriff auf zahlreiche nationale Datenbanken wie DNA-Datenbanken, Fingerabdruckkarteien und Kfz-Register (geregelt im Prümer Vertrag) sowie gegebenenfalls Einsicht in den innereuropäischen Zahlungsverkehr durch SWIFT.[27][28][29][30][31][32]
- Aussetzung des Schengener Abkommens, um aus dem Ausland einreisende Personen an der Grenze zu kontrollieren, etwa Teilnehmer von Demonstrationen

Mögliche Maßnahmen:
- Speichelproben auch bei leichten Straftaten und Aufnahme in Gendatenbanken
- RFID-Auslesung von Ausweisdokumenten
- Automatisierter Abgleich biometrischer Daten in Personalausweisen zur Abwehr von Gefahren für die öffentliche Sicherheit und Ordnung bei Polizeikontrollen.[33]
- Überwachung terrorverdächtiger Kinder durch den Verfassungsschutz[34]
- Erstellung von Bewegungsprofilen (Geolokalisierung) durch Auswertung von
  - bargeldlosem Bezahlen[35]
  - Arbeitszeiterfassungssystemen[36]
  - Videoüberwachung mit biometrischen Identifikationsmethoden[37]
  - automatisiertem Kfz-Kennzeichenabgleich auf öffentlichen Straßen (inzwischen verboten)[38]
  - Erfassungsdaten an Mautstellen und Grenzen

### Geschichtliche Entwicklung
- Bereits mit den Karlsbader Beschlüssen (1819) gab es Bestrebungen zu einem Überwachungs- und Präventionsstaat.
- Die Nationalsozialisten führten bald nach ihrer Machtergreifung 1933 zahlreiche überwachungsstaatliche Maßnahmen ein.
  - Es gab Hunderttausende rangniedrige Funktionäre der NSDAP und ihrer Nebenorganisationen wie Deutsche Arbeitsfront, NS-Frauenschaft oder NS-Volkswohlfahrt. Zum Beispiel hatten die Blockleiter Helfer (als Blockwalter, Blockhelfer oder Hauswarte bezeichnet), die – oft ehrenamtlich – für die NSDAP und/oder nationalsozialistische Nebenorganisationen tätig waren.[39]
  - ein Schornsteinfegergesetz führte Kehrbezirk-Monopole ein. Dieses ermöglichte den Schornsteinfegern flächendeckend den Zugang zu allen Dachböden und Kellern; sie konnten damit auch prüfen, ob sich dort Personen (zum Beispiel versteckte Juden) aufhielten oder ob es Indizien für unerlaubte Tätigkeiten gab.
  - Eine große Bedeutung hatten freiwillige Denunziationen aus der Bevölkerung, die mit den Zielen der Nationalsozialisten weitgehend einverstanden waren. Daher spricht der kanadische Historiker Robert Gellately von einer selbstüberwachenden Gesellschaft.[40]
- Zum Alltag in der DDR gehörte die flächendeckende Überwachung von fast allem und fast jedem. Der Staatssicherheitsdienst (kurz die Stasi für die Staatssicherheit) überwachte alle gesellschaftlichen Bereiche Ostdeutschlands und legte für alle als „feindlich-negativ“ (MfS-Sprachgebrauch) eingeschätzten Personen und Aktivitäten Akten an. Die Stasi beschäftigte 1989 rund 91.000[41] hauptamtliche und schätzungsweise 189.000[42] inoffizielle Mitarbeiter. (Siehe auch Polizeistaat)[43]

## Österreich

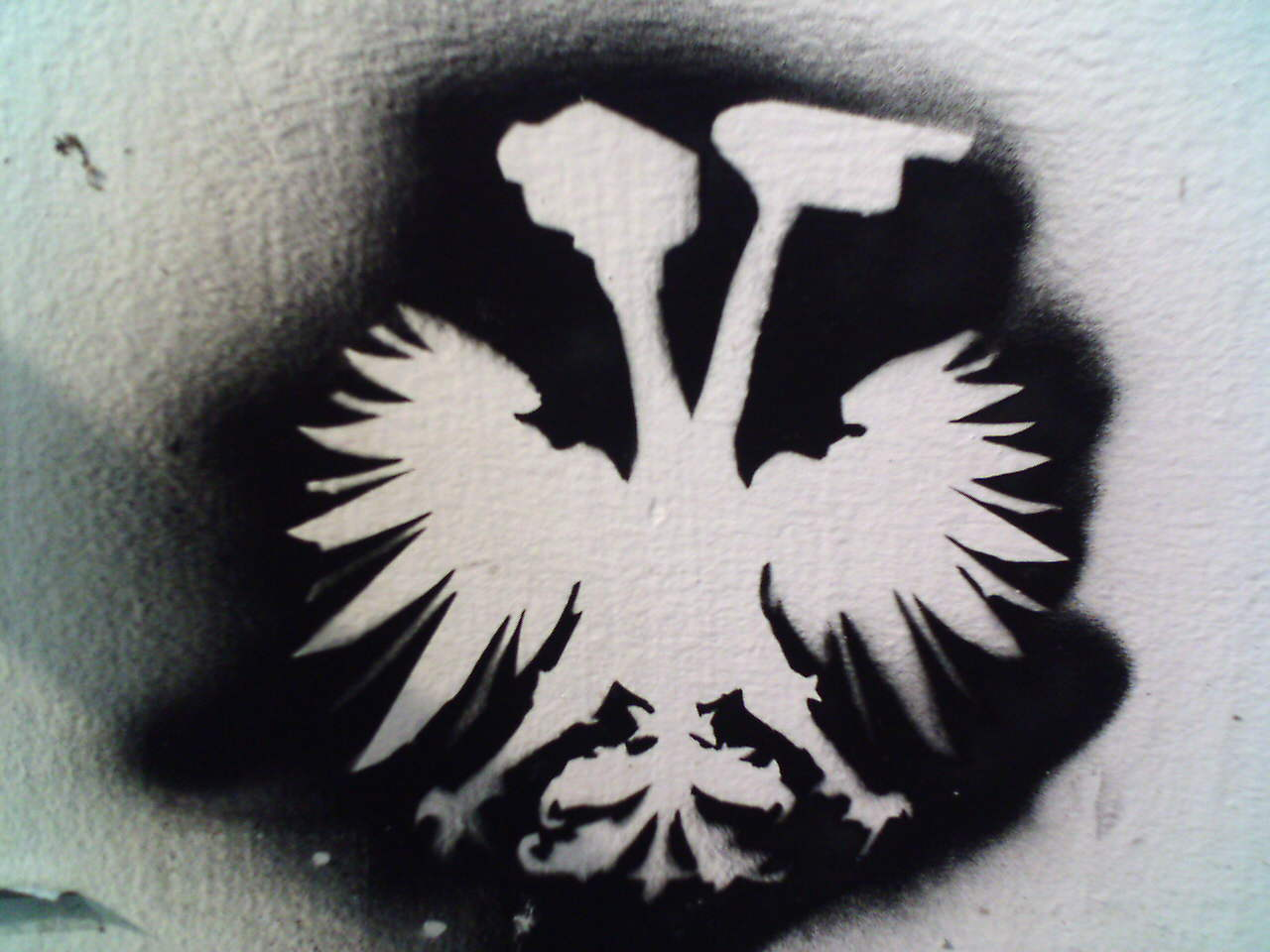
Überwachungskameras statt Köpfen hat das österreichische Wappentier auf diesem Pochoir zur Symbolisierung eines „Überwachungsstaates Österreich“

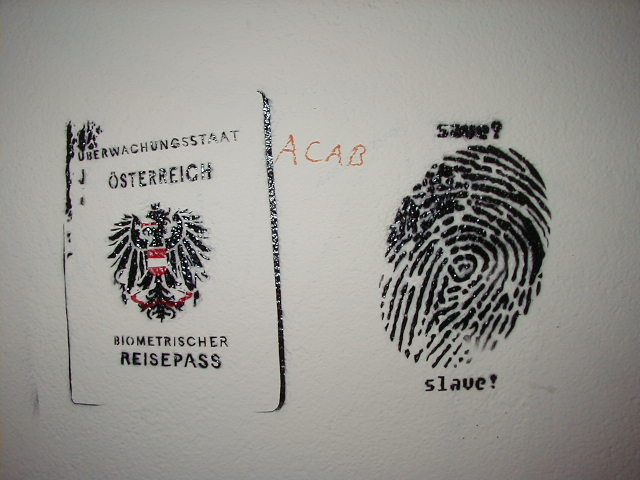
Dieses Pochoir kritisiert die Einführung von biometrische Daten auch auf österreichischen Reisepässen

In Österreich sind nach gerichtlicher Genehmigung Rasterfahndung und Lauschangriff erlaubt. Österreichische Reisepässe enthalten Mikrochips, auf denen biometrische Daten sowie Fingerabdrücke gespeichert sind.
Im September 2007 warnte der Präsident des Verfassungsgerichtshofs Karl Korinek vor einem Abrutschen Österreichs in einen Überwachungsstaat: „… Ich habe manchmal den Eindruck, wir werden ähnlich stark überwacht wie seinerzeit die DDR-Bürger von der Stasi …“. Im Oktober desselben Jahres kommentierte Hans Zeger, Vorsitzender der ARGE Daten, die kurz zuvor verkündete Einigung der SPÖ/ÖVP-Koalition bezüglich Überwachung von Privatcomputern mittels Schadprogrammen als „… Wir leben schon heute in einem Stasi-ähnlichen Überwachungssystem …“.
Mit der Änderung des SPG im Dezember 2007 darf die Polizei ab 2008 ohne richterliche Kontrolle auf IP-Adressen und Standortdaten von Handys zugreifen.
Im Februar 2018 beschloss die neue ÖVP-FPÖ-Regierung ein Maßnahmenpaket zur Überwachung. Unter anderem gibt es Behörden Zugriff auf die Video- und Tonüberwachung aller öffentlichen und privaten Einrichtungen, beseitigt die Möglichkeit, Prepaid- oder SIM-Karten ohne Angabe seiner Identität zu erwerben und führt die automatische Erfassung von Fahrer und Kennzeichen aller PKW ein.

## Schweden
Das FRA-Gesetz erlaubt dem schwedischen Staat das Abhören von Telefon- und Internetverbindungen, die über seine Grenzen ein- oder ausgehen.

## Russland
Das „Center for Research in Legitimacy and Political Protest“ hat das Tool „Laplace's Demon“ entwickelt, benannt nach dem Laplaceschen Dämon. Mit diesem Programm werden Soziale Netzwerke nach Informationen über regierungskritische Proteste durchsucht und Vorhersagen über zu erwartende Widerstände getroffen. Die dabei gewonnenen Erkenntnisse werden direkt an Polizei- und Strafverfolgungsbehörden weitergeleitet.

## Frankreich
In Frankreich werden durch ein Dekret seit dem 1. Juli 2008 Daten potenzieller Gewalttäter ab 13 Jahren vom Inlandsgeheimdienst DCRI (Direction centrale du renseignement intérieur) in der Datenbank „Edvige“ (exploitation documentaire et valorisation de l’information générale) zentral erfasst. Diese können, auch wenn die Person keine Straftat begangen hat, gesammelt werden. Die gespeicherten Daten umfassen Angaben zu Adressen, Familienstand, Steuer, Vorstrafen, zur Anmeldung des Autos, zum Bekanntenkreis, Körper- und Wesensmerkmalen, Fotos und in Ausnahmefällen auch zur ethnischen Abstammung, der Gesundheit und dem Geschlechtsleben. Es ist auch möglich, Daten von Personen zu speichern, die ein politisches, gewerkschaftliches oder wirtschaftliches Mandat bekleiden oder eventuell vorhaben, eine bedeutende Rolle im öffentlichen Leben zu spielen. Unter das Dekret fallen ebenso Individuen bzw. Gruppen, die möglicherweise die öffentliche Ordnung stören könnten.

## USA
Das Überwachungsprogramm von George W. Bush im Jahr 2006 sorgte für einen gehörigen Skandal, so dass die Ausgabe des deutschen Spiegel Online-Magazins ihn als „George Orwell“ bezeichnete. Der Grund war, dass der damalige US-Präsident eine der größten geheimen Datenbanken, die es jemals gab, angelegt hatte. Der Abgeordnete aus dem Lager der Demokraten, Maurice Hinchey, bezeichnete den Skandal als das „Big-Brother-Programm“. Begründung für diesen „Lauschangriff“ war es „terrorverdächtige Verhaltensmuster“ via Telefon aufzudecken. Dazu filterte die NSA nachträglich verdächtige Informationen heraus.
Im April 2013 erfolgte ein Beschluss des Geheimgerichtes Foreign Intelligence Surveillance Court (FISC) (Gericht für Auslandsüberwachung) in dem Fall der TOP SECRET-Akte BR 15-80, der die US-amerikanische Regierung zu einem erneuten Überwachungsprogramm berechtigt, das im Juni 2013 als PRISM-Projekt durch Whistleblower Edward Snowden bekannt wurde und die Überwachungs- und Spionageaffäre 2013 auslöste. Der Inhalt der Akte wurde zuerst im Londoner Guardian veröffentlicht. Das Spiegel Online verlieh Obama Anfang Juni 2013 den Titel George W. Obama. Grund dafür sind die umfassenden Ausspähmaßnahmen der NSA in den USA und weltweit in puncto Telefon und Internet. Die NSA sammelt gemäß den veröffentlichten Informationen seit Jahren Daten von jedem geführten Telefonat sowie die gespeicherten Informationen der Internetseiten von Verizon, Google, Apple, AOL, Yahoo, Facebook und Microsoft.

## Mexiko
In Mexiko existiert mit der „Plataforma Mexico“ eine zentrale Datenbank zur Verbrechensbekämpfung. Untergebracht in einem unterirdischen Bunker des Ministeriums für innere Sicherheit, integriert sie alle Daten über die Bürger mit Daten von Geheimdiensten, der Polizei und Überwachungskameras. Spezielle Algorithmen erkennen Muster und projizieren Soziogramme.
Eric Schmidt und Jared Cohen die das Kommandozentrum dieser Plattform besuchen durften, warnten 2013 vor der erschreckend hohen Gefahr eines Missbrauchs der Macht, welche ein solches System mit sich bringt. Da die Logik der Sicherheit immer über Bedenken der Privatsphäre siegen wird, werden auch westliche Regierungen unweigerlich bei erster passender Gelegenheit zentrale Überwachungsplattformen durchboxen. Algorithmen können viel besser als Menschen Muster und Anomalien in den Daten erkennen und diese funktionieren um so besser, je mehr Daten sie kombinieren können. Die einzige Abhilfe gegen die Gefahr des Missbrauchs und einer möglichen digitalen Diktatur erblicken sie in der Stärkung von Rechtlichen Institutionen und der Zivilcourage der Bürger.

## China
In Chinas Städten kommt die Überwachung durch Überwachungskameras großflächig auf Straßen und öffentlichen Plätzen zum Einsatz. So hatte der Staat bis Mitte 2018 einem Bericht der New York Times zufolge ca. 200 Millionen Überwachungskameras in der Öffentlichkeit aufgebaut. Die Behörden nutzen zur Auswertung der Bilder unter anderem die Face++-Bild- bzw. Gesichtserkennungssoftware von Megvii.
Seit 2014 wird versuchsweise ein Sozialkredit-System entwickelt, dass auch Daten aus öffentlichen Überwachungssystemen auswertet, um die wirtschaftliche, soziale und politische Zuverlässigkeit von Individuen zu bewerten.

## Indien
Indische Kritiker kritisierten in einer Petition das System Aadhaar dass es die Privatsphäre, individuelle Autonomie und die Würde des Menschen verletzt und als Weg in den Überwachungsstaat. Das System verändere die Beziehung zwischen Bürger und Staat. Der Staat werde nicht transparent für seine Bürger, sondern umgekehrt die Bürger transparent für den Staat. Über die Zeit könne der Staat stillschweigend das Verhalten der Bürger beeinflussen, Dissenz unterdrücken und politischen Entscheidungen beeinflussen. Außerdem könnte der Staat den „zivilen Tod“ jedes Bürgers herbeiführen durch einfache Löschung seines Aadhaar-Profiles.

## Stellungnahmen
Ilija Trojanow und Juli Zeh warnten 2009 in ihrem Buch: Angriff auf die Freiheit. Sicherheitswahn, Überwachungsstaat und der Abbau der bürgerlichen Rechte vor dem Ende von Freiheit und Demokratie durch die Erschaffung eines Überwachungsstaates zur Terrorbekämpfung. Nach den Anschlägen vom 11. September seien grundlegende Auffassungen bürgerlicher Freiheit wie Ballast über Bord geworfen worden. Zivilisatorische Errungenschaften, die durch individuelle Skepsis und gemeinschaftlichen Widerstand, oft genug mit dem Leben bezahlt, errungen wurden, seien im Handumdrehen entsorgt worden. Ausgerechnet den Skeptikern der staatlichen Kontrollmaßnahmen werde Misstrauen gegenüber den Behörden vorgeworfen. Der Bürger solle auf die guten Absichten des Staates vertrauen, während er von diesem auf Schritt und Tritt überwacht wird. Kritiker seien als „Grundrechtsalarmisten“ und „Rechtsstaatshysteriker“ mundtot gemacht worden, und ihnen wurde eine Art „Wehrkraftszersetzung“ bei der Verteidigung gegen den Terrorismus vorgeworfen. Sie stellen fest, dass der Journalismus und die Politik beim Thema Terrorismus so einträchtig zusammenarbeiten würden, dass man zum Verschwörungstheoretiker werden könne. Die Medien betrieben „Massenverängstigung an vorderster Front“, denn ohne Angst sei kein Überwachungsstaat zu machen. Nur angesichts der Gefahr gibt man Freiheit zugunsten von Sicherheit auf. Die geschürte Angst stehe in keinem Verhältnis zur tatsächlichen Sicherheitslage. Am Ende stellen sich die beiden Autoren die Frage: „Warum will der Staat plötzlich so dringend von jedem einzelnen Bürger wissen, wo er sich gerade befindet, mit wem er spricht, was er ißt, wofür er sein Geld ausgibt, was für ein Gesicht er macht?“. Sie bescheinigen dem Staat und den politischen Eliten Angst durch Kontrollverlust und ein tiefsitzendes Misstrauen gegenüber „Netzwerken“. Diese Angst des Staates sei nach dem Ende des Kalten Krieges entstanden, als die Welt unübersichtlich wurde. Grenzen zwischen Staaten, zwischen politischen Lagern, zwischen Deutungssystemen lösten sich auf. Weder Religion noch die Idee der Familie noch eine politische Ideologie vermag es, die Menschen „auf Linie“ zu halten. Die Menschen seien schwer einschätzbar geworden, und das Internet überwindet jede geographische und soziale Barriere.
Joseph Weizenbaum äußerte im Jahre 1984, dass mit allen Mitteln auf einen Überwachungsstaat im Sinne George Orwells hingearbeitet wird, aber er komme erst, wenn die Menschen ihre Freiheit nicht mehr verteidigen.

## Adaptionen
| - 1984 und 1984, beide Großbritannien, nach dem gleichnamigen Roman von George Orwell - Brazil, Großbritannien 1985 - V wie Vendetta, USA 2005 - Der Staatsfeind Nr. 1 (Enemy of the State), USA 1998 - Das Monster, Italien/Frankreich 1994, von und mit Roberto Benigni - Minority Report, USA 2002 - Das Leben der Anderen, Deutschland 2006 - Fahrenheit 9/11, (Michael Moore), USA 2004 - Equilibrium – Killer of Emotions, USA 2002 - Eagle Eye – Außer Kontrolle, USA 2008 - Der Riese, BRD 1983, von Michael Klier - Person of Interest, USA 2011–2016 | - Ray Bradbury: Fahrenheit 451 - Cory Doctorow: Little Brother - John Twelve Hawks: Traveler (Trilogie) - Aldous Huxley: Schöne neue Welt - Alan Moore und David Lloyd: V wie Vendetta - George Orwell: 1984 - George Orwell: Farm der Tiere - Jewgeni Samjatin: Wir - The Moment of Silence - Half-Life 2 - Floor 13 - Mirror’s Edge - Watch Dogs |